# Naples (Nueva York)
Naples es un pueblo ubicado en el condado de Ontario en el estado estadounidense de Nueva York. En el año 2000 tenía una población de 2,441 habitantes y una densidad poblacional de 24 personas por km².

## Geografía
Naples se encuentra ubicado en las coordenadas 42°36′58″N 77°24′9″O / 42.61611, -77.40250.

## Demografía
Según la Oficina del Censo en 2000 los ingresos medios por hogar en la localidad eran de $36,813 y los ingresos medios por familia eran $42,566. Los hombres tenían unos ingresos medios de $34,508 frente a los $23,333 para las mujeres. La renta per cápita para la localidad era de $17,944. Alrededor del 10.5% de la población estaban por debajo del umbral de pobreza.